# 杉田酒造
杉田酒造（すぎたしゅぞう）は、栃木県小山市大字上泉に本社および工場を置く日本の酒造会社。

## 概要
- 1876年（明治6年）に、新潟県中越出身の初代・杉田房吉が、現在地(（旧・中村上泉）（なかむらかみいずみ）で良水を得て酒造業を始めた。醸造に当たっては、栃木産の五百万石、コシヒカリなどのコメを原料に、伝統ある南部杜氏による、普通酒から大吟醸まで「佐瀬式槽搾り」である。現在、5代目当主・杉田一典が、「雄東正宗（ゆうとうまさむね）」、「強光路強力（ほっこうじごうりき）」、「くろかみ」ブランドの日本酒を醸造販売する老舗酒造メーカーである[1]。

「雄東正宗」の由来
以前は、「優等正宗」だったが、関東信越国税局鑑評会で、当時の税務署長より「関東の雄となれ」といわれ「雄東正宗」となった。
「発光路強力」の由来
戦前まで栽培させていた「強力米」が、鳥取県で復活された、その種籾5粒を分けてもらい、鹿沼市栗野地区にある「発光路の里」で栽培、収穫していることから命名した。
「くろかみ」の由来
栃木県を代表する日本百名山、「男体山（なんたいさん）」の別称から命名した。
仕込み水
仕込み水は、日光山系の伏流水で、地下水を汲み上げ使用している。

## 営業情報
- 定休日 - 日曜日・祝日
- 営業時間 - 午前8時30分 - 午後6時
- 蔵見学 - 1月 - 3月、電話にて予約必要
- 駐車場 - 有り

## 文化財
登録有形文化財（建造物）
登録年月日:2013年（平成25年）3月29日、種別:産業2次/建築物、登録基準:国土の歴史的景観に寄与しているもの。
杉田酒造仕込蔵
年代:1830年 - 1868年（江戸末期）建築、1883年 - 1897年（明治中期）移築、土蔵造2階建、瓦葺、建築面積167m2。
杉田酒造貯蔵蔵
年代:1830年 - 1868年（江戸末期）建築、1873年(明治6年)移築、土蔵造2階建、瓦葺、建築面積197m2。
杉田酒造大正蔵
年代:1912年 - 1914年（大正3年）建築、土蔵造2階建、瓦葺、建築面積117m2。
杉田酒造大谷石蔵
年代:1947年（昭和22年）建築、石造及び木造平屋建、鉄板葺、建築面積65m2。

## 受賞歴
全国新酒鑑評会
- 平成18酒造年度 - 「雄東正宗」金賞受賞[6]
- 平成26酒造年度 - 「雄東正宗」金賞受賞[7]

## 交通
鉄道
- JR両毛線 - 大平下駅下車、タクシーで25分
- 東武日光線 - 新太平下駅下車、タクシーで22分

## 関連文献
- 小山市教育委員会「杉田酒造の登録有形文化財への登録について 小山市教育委員会」2013年6月、2016年10月13日閲覧
- 「栃木県酒造組合 佐々楽（ささら） とちぎの蔵元」  - 「杉田酒造株式会社」